# Мофокенг, Санту
Санту Мофокенг (19 октября 1956 года — 26 января 2020 года) — южноафриканский новостной фотограф, а также фотограф-документалист. Работал под псевдонимом Мофокенга.

## Ранняя жизнь
Мофокенг родился 19 октября 1956 года в городке Соуэто, Йоханнесбург. Ещё будучи подростком начал запечатлевать моменты жизни, став уличным фотографом.

## Карьера
Юный фотограф сначала работал ассистентом в чёрной комнате нескольких газет, затем стал новостным фотографом. Присоединился к Afrapix, объединению фотографов-профессионалов и любителей, выступавших против апартеида в Южной Африке, по словам Мофокенга, Холокост и апартеид — два самых злых явления XX века.
Перед тем, как начать карьеру независимого художника, Мофокенг на протяжении долгого времени работал документальным фотографом в институте африканистики при Витватерсрандском университете. За время работы в институте Мофокенг значительно преуспел в совершенствовании навыка фотографии, изменив свой взгляд на значение своих фотографий в целом. Мофокенг известен исключительно чёрно-белыми фотографиями.
Санту Мофокенг обладал удивительным талантом поэтично изображать людей из самых разных социальных слоёв. Он был одним из немногих фотографов, чьи работы затрагивают зрителя до глубины души. «Дело не в том, что вы видите на этих фотографиях», — однажды сказал Мофокенг, — «Речь идёт о том, чего вы не видите, но чувствуете».

## Персональные выставки
- 1990: Как зыбучий песок, рыночные галереи, Йоханнесбург.
- 1994: Слухи / Портфолио Bloemhof, Рыночные галереи, Йоханнесбург.
- 1995: Искажающее зеркало / Воображаемые города, рабочая библиотека, Йоханнесбург.
- 1997: В погоне за тенями — Галерея Гертруды Посел, Университет Витватерсранда , Йоханнесбург.
- 1998: Черный фотоальбом / Посмотрите на меня, Нидерландский фотоинститут, Роттердам.
- 1998: В погоне за тенями, Нидерландский фотоинститут, Роттердам.
- 1998: Lunarscapes, Нидерландский фото институт, Роттердам.
- 1999: Черный фотоальбом / Посмотрите на меня, FNAC Montparnass, Париж.
- 2000: В погоне за тенями, Transparencies International, Берлин.
- 2000: Грустные пейзажи, Галерея камуфляжа, Йоханнесбург.
- 2003: В погоне за тенями, Музей Мемлинга, Брюгге.
- 2004: Переосмысление пейзажа, Фотографический центр Иль-де-Франс, Франция.
- 2004: Санту Мофокенг, David Krut Projects, Нью-Йорк.
- 2006: Счет-фактура Изико, Южноафриканский национальный художественный музей, Кейптаун.
- 2007: Счет-фактура, Художественный музей Standard Bank, Йоханнесбург.
- 2008: Национальная безопасность, Художественный музей Йоханнесбурга.
- 2008: Пейзаж Санту Мофокенга, Уоррен Зибритс, Йоханнесбург.
- 2009: Обзорная выставка Mofokeng, Autograph ABP, Лондон.
- 2010: В погоне за тенями, Гуманитарный институт Энн Арбор, Мичиган.
- 2010: Давайте поговорим, Arts on Main, Йоханнесбург.
- 2010: Остающееся прошлое, Художественный институт Миншар, Тель-Авив.
- 2011-12: В погоне за тенями, Париж, Берн, Берген, Антверпен.